# Раџив Ганди
Раџив Ганди (хинд. राजीव गाँधी; Бомбај, 20. август 1944 — Шриперумбудур, 21. мај 1991), председник владе Индије (1984—1989) и син Индире Ганди. Постао је најмлађи председник владе у индијској историји.
Био је професионални пилот пре него што је постао политичар. Оженио се Соњом Ганди, коју је срео на колеџу. Дистанцирао се од политике све до смрти његовог брата 1980. После атентата на његову мајку Индиру Ганди 1984. вође Конгресне партије су га убедили да постане председник владе. Те године 1984. остварио је велику победу на изборима. Као политичар кренуо је да размонтира квоте, дозволе и тарифе, које су биле највећи извор корупције. Модернизовао је економију, телекомуникације, образовање и подстицао науку. Побољшао је односе са САД. Индијске трупе је послао у мировну мисију у Шри Ланку, али то се лоше завршило повлачењем индијске војске. Скандал са Бофорсима разбио је слику о њему као некорумпираном политичару, па је 1989. изгубио изборе. Остао је вођа Конгресне странке до 1991. Убијен је током кампање. Жена самоубица га је убила због његовог мешања у сукоб у Шри Ланки. Његова жена Соња Ганди постала је вођа Конгресне странке 1998. и довела је партију до победе 2004.

## Детињство и младост
Рођен је у најчувенијој индијској породици. Деда му је био Џавахарлал Нехру, први индијски председник владе. Раџив и његов брат су одрасли у Алахабаду и Делхију и били су одвојени од мајке. Раџив је на студије отишао у Енглеску и похађао је Империјал Колеџ и Кембриџ, али није дипломирао. У Кембриџу је упознао италијанску студенткињу Соњу Мајно, са којом се оженио 1969. Радио је као професионални пилот у Индијан ерлајнсу. Није показивао интерес за политику.

## Улазак у политику
Када му је умро млађи брат 1980. вршили су на њега притисак да уђе у политику. Након дугог убеђивања од стране Индире Ганди пристао је да се кандидује, па 1981. постаје посланик у индијском парламенту и политички саветник Индире Ганди. Штампа је то критиковала јер се тиме јачала улога династије Нехру у индијској политици.

## Председник владе
На Индиру Ганди је 31. октобра 1984. извршен атентат. Двојица Сика телохранитеља су је убила. Вође Конгресне партије су убедили Раџива да он постане нови председник владе. Неки су га критиковали да није учинио довољно да се заустави насиље против Сика у коме је убијено 5.000 људи. Када је преузео власт захтевао је од председника Заил Синга да се одрже избори. Тада су владала јака осећања симпатије за Индиру Ганди, па Раџив Ганди остварује велику победу на изборима. Владина већина у парламенту постаје највећа у индијској историји, а Раџив добија апсолутну контролу. Као млад политичар оживио је наде Индијаца у искорењивање корупције. Почео је водити различиту политику од социјализма Индире Ганди. Побољшао је односе са САД. Као политичар кренуо је да размонтира квоте, дозволе и тарифе, које су биле највећи извор корупције. Модернизовао је економију, телекомуникације, образовање и подстицао науку. Одобрио је појачан притисак на милитантне скупине у Пенџабу. Постојале су многе оптужбе група за људска права да је полиција појачала кршења људских права. Али Раџив Ганди је успео да обузда милитанте у Пенџабу. У Шри Ланки је непрекидно трајао сукоб владе и Тамилских Тигрова, који су етнички блиски Индијцима.
Индија и Шри Ланка су потписали 30. јула 1987. мировни уговор. Раџив Ганди је кренуо да арбитрира измећу Тамилских Тигрова и владе Шри Ланке. Према одредбама уговора из 1987. Требало је да се Тамилски тигрови разоружају, а то је требало да изведе индијска војска. Неповерење и неколико инцидената створило је сукоб индијских војника и тамилских тигрова. У том сукобу је убијено преко хиљаду индијских војника, а растао је и притисак и из Шри Ланке и из Индије да се Индија престане мешати. Раџив Ганди је повукао војску и то је заправо био пораз индијске дипломатије и војне тактике.

## Скандал Бофорс
Министар финансија Вишванат Пратап Синг је открио компромитујуће детаље политичке корупције. Био је пребачен у министарство одбране и ту је открио скандал Бофорс. Шведска компанија Бофорс је преко једног италијанског бизнисмена и Гандијевог пријатеља исплатила десетке милиона долара да би министарство одбране купило њене топове. Када је откривен скандал В. П. Синга отпуштају, али он постаје јако популаран. Тим скандалом, а и каснијим истраживањима разбијена је слика о Раџиву Гандију као некорумпираном политичару. Сматрало се да је и он укључен у тај скандал. Опозиција се осетила оснажена тим скандалом, па се уједињује као Џаната Дол коалиција и на изборима 1989. године побеђују Конгресну партију Раџива Гандија. Вишванат Пратап Синг са Џаната Дол, те уз подршку неких других партија формира владу. Раџив Ганди постаје вођа опозиције. Унутар Џаната Дол коалиције дошло је до несугласица, па се већ 1990. године мења председник владе, а 1991. године се расписују нови избори.

## Атентат
Раџив Ганди је убијен 21. маја 1991. године током предизборне кампање у Тамил Наду. Атентат је извео самоубица, за кога се сумња да је био повезан са Тамилским тигровима. Индијски суд је 1998. године осудио 26 особа за учешће у завери да се убије Ганди. Они су хтели спречити да Раџив Ганди поново постане председник владе. Намера је била да се спречи да индијска војска поново дође у Шри Ланку. Смрт Раџива Гандија доводи Конгресну партију поново на власт 1991. године.